# Bibelvers
Ein Bibelvers bezeichnet die kleinste Einheit eines Textstückes in der Bibel. Der Zweck der Verseinteilung und Verszählung besteht vor allem darin, dass man auf bestimmte Aussagen der Bibel gezielt hinweisen kann und Leser die betreffenden Aussagen leicht auffinden können. Ähnlich einem Vers in lyrischen Texten können Bibelverse aus einem Teil eines Satzes bis hin zu mehreren Sätzen bestehen.
Jedes Kapitel ist im Durchschnitt in 26 Verse unterteilt. Das an Versen gemessen längste Kapitel der Bibel ist Psalm 119 mit 176 Versen, das kürzeste Psalm 117 mit nur zwei Versen. In der Hebräischen Bibel haben im Urtext die kürzesten Verse (Ex 20,13–15 ) je sechs Buchstaben in zwei Wörtern und stehen in den Zehn Geboten; der längste Vers (Est 8,9 ) hat 193 Buchstaben in 43 Wörtern.

## Geschichte der Verseinteilung und Verszählung
Noch im frühen 16. Jahrhundert  zitierten die Theologen zumeist nur das Kapitel eines Bibelbuches. Die Kapitelzählung geht zurück auf den englischen Scholastiker Stephen Langton (1150–1228), der den Text im Jahre 1206 neu eingeteilt und verschiedene ältere Kapitelsysteme ersetzt hatte.
Die Einteilung in Verse wurde für die Hebräische Bibel bereits durch die Masoreten schriftlich fixiert, die als Teil ihres Akzentsystems ein spezielles Zeichen für das Ende eines Verses (Sof Pasuk) gebrauchten.
Die Verseinteilung war zunächst nur ein optisches Abtrennen der Verse durch Zeilenumbruch oder und durch Einrücken, in Handschriften und frühen Drucken auch durch eine farbige Initiale oder eine graphisch ausgeschmückte Holzschnitt-Initiale.
Die heute übliche Nummerierung der einzelnen Bibelverse, im allgemeinen Sprachgebrauch als Verszählung bezeichnet, geht auf den französischen Theologen und Verleger Robert Estienne (genannt Stephanus) zurück, der sich im Jahr 1550 dem Calvinismus anschloss. Als Kapiteleinteilung übernahm Estienne die zu seiner Zeit bereits zum Standard gewordene Kapitelzählung Langtons. Die Anregung für eine weitere Unterteilung der Kapitel in Verse erhielt Estienne von der jüdischen Tradition. Mit der Eintragung der sich logisch ergebenden Verszahlen in die gedruckte Bibel folgte er dem Vorbild der dritten Bombergischen Rabbinerbibel von 1547–48 und der 1527 erschienenen lateinischen Übersetzung des Pagninus.
Für das Neue Testament schuf Robert Estienne die Verseinteilung selbst. Im Jahre 1551 veröffentlichte er eine Ausgabe eines griechisch-lateinischen Neuen Testamentes, in der er den Text durchgängig in nummerierte Kapitel und nummerierte Verse einteilt hatte. Es folgte 1552 ein lateinisch-französisches Neues Testament mit Verszählung. 1553 veröffentlichte Estienne eine französische Foliobibel. Diese ist die erste vollständige Bibel mit der heute noch aktuellen Bibelverseinteilung. Die erste bei ihm gedruckte lateinische Vollbibel folgte 1555. Die erste englischsprachige Vollbibel kam 1560 gleichfalls aus der Druckerei Estiennes.
Die erste deutschsprachige Bibel, die eine durchgängige Verszählung enthielt, war die von Martin Agricola und Johann Mayer gedruckte Heidelberger Bibel von 1568/69, die zugleich die erste deutschsprachige Bibelausgabe der seit 1561 reformierten Kurpfalz war. Offensichtlich hatten sich die Kurpfälzer an den französischen reformierten Bibeln orientiert. Die erste in Wittenberg gedruckte Lutherbibel mit Versnummerierung erschien erst 1586 im kleinen Oktavformat. Zwei Jahre später folgte die erste Wittenberger Folioausgabe von 1590. Die Zürcher Bibel enthielt erstmals 1589 eine Verszählung. Die erste katholische Bibel mit Verszählung war eine 1592 gedruckte Bibel von Johann Dietenberger. Die neue Verseinteilung  wurde aufgrund ihrer praktischen Vorteile mit der Zeit von allen Konfessionen übernommen.

## Praktischer Nutzen
Neben den Einheiten „biblisches Buch“, „Kapitel“ und „Sinnabschnitt“ dient der Bibelvers als kleinste Einheit der Strukturierung des Textes und der eindeutigen Referenzierung einer Stelle. Dies ist nötig, da im Gegensatz zu Quellenangaben und Verweisen in anderen Büchern die Seitenzählung in Bibelausgaben abhängig ist von Sprache, Übersetzung und Druckausgabe und somit differiert. Außerdem unterscheiden sich einige biblische Bücher im Umfang: Daniel und Esther enthalten in der griechischen Übersetzung (Septuaginta) einige Zusätze, die auch in der lateinischen Bibel (Vulgata) und somit im katholischen Bibelkanon beibehalten wurden.

## Konventionen zur Angabe eines Verses
Grundsätzlich werden bei einer Bibelstelle zuerst das biblische Buch, dann das Kapitel innerhalb dieses Buchs und zuletzt der Vers bzw. die Verse des Kapitels angegeben. Hierfür werden verschiedene Muster und Schreibweisen verwendet. Meist gilt die folgende Notation:
- 1. Stelle: Nummer des biblischen Buches, falls es unter dem gleichen Namen mehrere Teile gibt.

Das ist bei folgenden Schriften der Fall: Mose, Samuel, Könige, Makkabäer, Chronik, Johannes (Briefe), Korinther, Thessalonicher, Timotheus und Petrus. Bei voll ausgeschriebenem Namen wird die Ziffer mit Punkt und Leerzeichen vorangestellt (z. B. 1. Buch der Könige oder 2. Korintherbrief). Wenn nur der Name des Buches in voller und vor allem in abgekürzter Form angegeben wird, folgt kein Punkt auf die Ziffer (z. B. 1 Chronik oder 1 Sam). Es soll jedoch zwischen Ziffer und Name ein Leerzeichen gesetzt werden. In der Praxis – auch in der theologischen Wissenschaft – wird dies jedoch sehr uneinheitlich gehandhabt. Es treten also sowohl 1Joh als auch 1 Joh auf.
- 2. Stelle: Name des Buches

Der Name des Buches wird entsprechend der jeweiligen Namenskonvention angegeben. Die Namen der biblischen Bücher unterscheiden sich von Bibelausgabe zu Bibelausgabe. Am gebräuchlichsten ist für deutsche Versionen die Namensgebung nach den Loccumer Richtlinien.
Falls das angegebene Kapitel im selben Buch wie die Nennung steht (z. B. bei Querverweisen) kann statt der Nummer und des Namens des Buches auch „Kapitel“ angegeben werden. Der Name kann abgekürzt werden, jedoch wird nach der Abkürzung kein Punkt geschrieben (z. B. „Apg“ statt „Apostelgeschichte“ oder „Kap“ statt „Kapitel“). Nach dem Namen folgt ein Leerzeichen.
- 3. Stelle: Nummer des Kapitels

Es wird die Nummer des Kapitels angegeben, bei den Psalmen die Nummer des Psalms. Bei Büchern, die nur aus einem Kapitel bestehen (Obadja, Philemon, 2–3 Johannes, Judas), entfällt die Nummer des Kapitels.
- 4. Stelle: Nummer des Verses

Wenn nicht auf ganze Kapitel verwiesen wird, folgt auf die Nummer des Kapitels die Nummer des Verses. Kapitel und Vers werden durch ein Komma voneinander getrennt. Im englischen Sprachraum wird hierfür ein Doppelpunkt verwendet.
- 5. Stelle: Versabschnitt

Wenn sich nur auf einen Teilabschnitt des Verses bezogen wird, ist gelegentlich nach der Versnummer ohne Leerzeichen ein lateinischer Kleinbuchstabe (a, b, …) angeschlossen. Diese Angaben sind nur in unmittelbarem Zusammenhang mit der jeweiligen Ausgabe der Übersetzung eindeutig, beispielsweise als Fußnote oder bei Bezugnahme im Kommentarteil. Davon losgelöst lässt sich nur aus dem Kontext erraten, dass etwa der vordere oder hintere Teil eines Verses gemeint ist.
- Notation zur Angabe mehrerer Kapitel oder Verse

Werden mehrere Kapitel angegeben, werden deren Nummern mit Semikolon und Leerzeichen voneinander getrennt (z. B. Mt 5; 13 oder 1 Thess 1,1; 5,28). Werden mehrere Verse angegeben, so werden deren Nummern ohne Leerzeichen mit einem Punkt hintereinandergeschrieben (z. B. Mt 5,3.5 oder Judas 17.20). Werden mehrere aufeinander folgende Kapitel oder Verse angegeben, so wird dieser Bereich mit einem Bis-Strich gekennzeichnet, ebenfalls ohne Verwendung von Leerzeichen (z. B. Joh 1,1–18 oder Gal 1,6–2,10). Geläufig ist auch, die Abkürzung f. oder ff. anzuhängen, wenn auf ein oder mehrere nachfolgende Verse oder Kapitel verwiesen werden soll (Mt 3 f., 1 Thess 1,2 f. oder Joh 1,1 ff.).

## Beispiele
- Angabe eines biblischen Buches: 2 Tim (auch: 2Tim), Matthäus
- Angabe eines Kapitels: Neh 11, 1 Korinther 3 (auch 1Kor 3)
- Angabe mehrerer Kapitel: Jos 13; 15, Jos 9–15, Hebräer 10f., Hebr 8–10
- Angabe eines Verses: Joh 3,12, 2 Samuel 3,1 (auch: 2Sam 3,1)
- Angabe mehrerer Verse: Ps 42,2.5, 1 Kor 1,8.9 (auch: 1Kor 1,8f.), Ez 13,1–16, Amos 8,1–3

## Nicht eindeutige Versangaben
Die meisten Versangaben bezeichnen einen Bibelvers eindeutig, unabhängig von der verwendeten Sprache und Übersetzung und von der konfessionellen Tradition. In einigen Fällen weichen allerdings die Angaben für einen bestimmten Bibelvers voneinander ab. Das muss man besonders dann beachten, wenn man Texte mit Bibelstellenangaben zitiert oder übersetzt, die aus einem anderen Kulturkreis stammen; dann sollten diese Angaben für das Zielpublikum bei Bedarf angepasst werden.
Die folgenden Abweichungen betreffen das Alte Testament. Die protestantischen Übersetzungen in den Ländern mit lutherischer oder reformierter Tradition wie Deutschland, den nordischen Ländern, der Schweiz und Frankreich (wo die Übersetzung des Schweizers Louis Segond eine vorherrschende Rolle spielt) sowie moderne katholische Ausgaben, die nicht mehr wie früher aus der Vulgata übersetzt sind (etwa die deutsche Einheitsübersetzung oder die englische New American Bible), stimmen in der Kapitel- und Verseinteilung mit dem masoretischen Text überein. Damit haben die gängigsten deutschen Übersetzungen (Luther, Einheitsübersetzung, Gute Nachricht Bibel) dieselbe Einteilung. Werden im Folgenden Textpassagen genannt, dann nach dieser Kapitel- und Verseinteilung.
1. Die wichtigste Abweichung ist die unterschiedliche Zählung der Psalmen.
2. In manchen Bibelausgaben fehlen die Überschriften der Psalmen aus dem hebräischen Urtext, (z. B. Ps 51,1–2 EU) oder sie werden dem Text des Psalms ohne Versnummer vorangestellt. Die nachfolgenden Verse haben dann in 62 der Psalmen eine um 1 – selten auch 2 – kleinere Nummer.
3. An vielen Stellen werden Kapitelgrenzen um einen oder zwei Verse versetzt gemacht, so dass der letzte Vers eines Kapitels in anderen Ausgaben zum ersten des nächsten Kapitels wird oder umgekehrt, womit sich die nachfolgenden Versnummern entsprechend verschieben. Findet man einen zitierten Vers nicht an der angegebenen Stelle, ist es immer sinnvoll, auch die umgebenden Verse mit abzusuchen.
4. An mehreren Stellen gibt es größere Abweichungen in der Vulgata: Dort bilden die Kapitelanfänge Num 17,1–15, 1Kön 5,1–14 und Ez 21,1–5 jeweils das Ende des vorangehenden Kapitels, wodurch sich die folgenden Versnummern verkleinern; umgekehrt bilden die Kapitelenden Ex 7,26–29, Lev 5,20–26, 1Chr 5,27–41, Neh 3,33–38, Ijob 40,25–32, Dan 3,31–33 und Mal 3,19–24 jeweils den Anfang des folgenden Kapitels, wodurch sich dort die Versnummern erhöhen.
5. In ähnlicher Weise bildet das ganze Kapitel Joel 3 in der Vulgata das Ende von Kapitel 2. Dieser Text wird in der Apostelgeschichte zitiert (Apg 2,17–21 EU) und infolgedessen auch oft in christlicher Sekundärliteratur.
6. Die Septuaginta fügt die Kapitel Jeremia 46–51 nach der Mitte von Jeremia 25 ein, wodurch sich von da an die Kapitelnummern verschieben (siehe Tabelle im Artikel Jeremia). Es gibt aber kaum moderne Übersetzungen, die das übernehmen.
7. Unter den deuterokanonischen Texten gibt es welche, die Zusätze zu den kanonischen Büchern Ester und Daniel bilden, z. B. 67 nach Dan 3,23 eingeschobene Verse, wodurch die Versnummern ab 24 sich auf den kanonischen Text oder den eingeschobenen deuterokanonischen beziehen können. Zitate solcher Texte werden aber gewöhnlich hinreichende Hinweise enthalten, wie sie gemeint sind.

Ältere katholische Übersetzungen haben wie die Vulgata die Abweichungen nach (1), (4) und (5), die Septuaginta die nach (1) und (6) sowie einen kleinen Teil derer nach (4). Ähnliche Abweichungen haben auch Bibeln aus dem orthodoxen Raum. Die Abweichungen (2), (4) und (5), aber nicht (1), sind typisch für die meisten protestantischen englischsprachigen Bibeln, insbesondere die King-James-Bibel; es gibt sie auch in anderssprachigen Bibeln, deren Übersetzer von dieser Tradition geprägt sind. Im konkreten Einzelfall müssen die Kapitel- und Versangaben immer durch Textvergleich verifiziert werden.